# Fábrica Nacional de Motores
Fábrica Nacional de Motores (FNM) fue un fabricante brasileño de motores y vehículos automotores con sede en el distrito Xerém de Duque de Caxias, cerca de Río de Janeiro, que operó entre 1942 y 1988. En 2018, el fabricante fue refundado, cambiando su nombre a Fábrica Nacional de Mobilidades con sede en Río de Janeiro y que produce camiones eléctricos en la fábrica de Agrale en Río Grande del Sur.

## Orígenes
La empresa fue creada en 1942 por el estado brasileño como parte de la agenda del Estado Novo del presidente Getúlio Vargas. Fue uno de varios negocios lanzados por el estado durante este período (incluida también la Companhia Siderúrgica Nacional lanzada en 1941 y CHESF a fines de la década de 1940) para impulsar un sector industrial en Brasil. Inicialmente, la empresa producía bajo licencia motores para aviones Curtiss-Wright estadounidenses junto con municiones, bicicletas, husillos y refrigeradores.
Tras la Segunda Guerra Mundial decidió diversificar su producción. El gobierno estaba interesado en lanzar una industria de fabricación de vehículos. En 1949 se llegó a un acuerdo con el fabricante italiano Isotta Fraschini, por el que FNM produciría bajo licencia los camiones pesados de la empresa milanesa. Los vehículos comerciales Isotta Fraschini gozaban de una excelente reputación en ese momento, pero la empresa italiana ya estaba en problemas económicos, aunque su quiebra formal se pospuso hasta finales de 1951.

## La conexión de Alfa Romeo

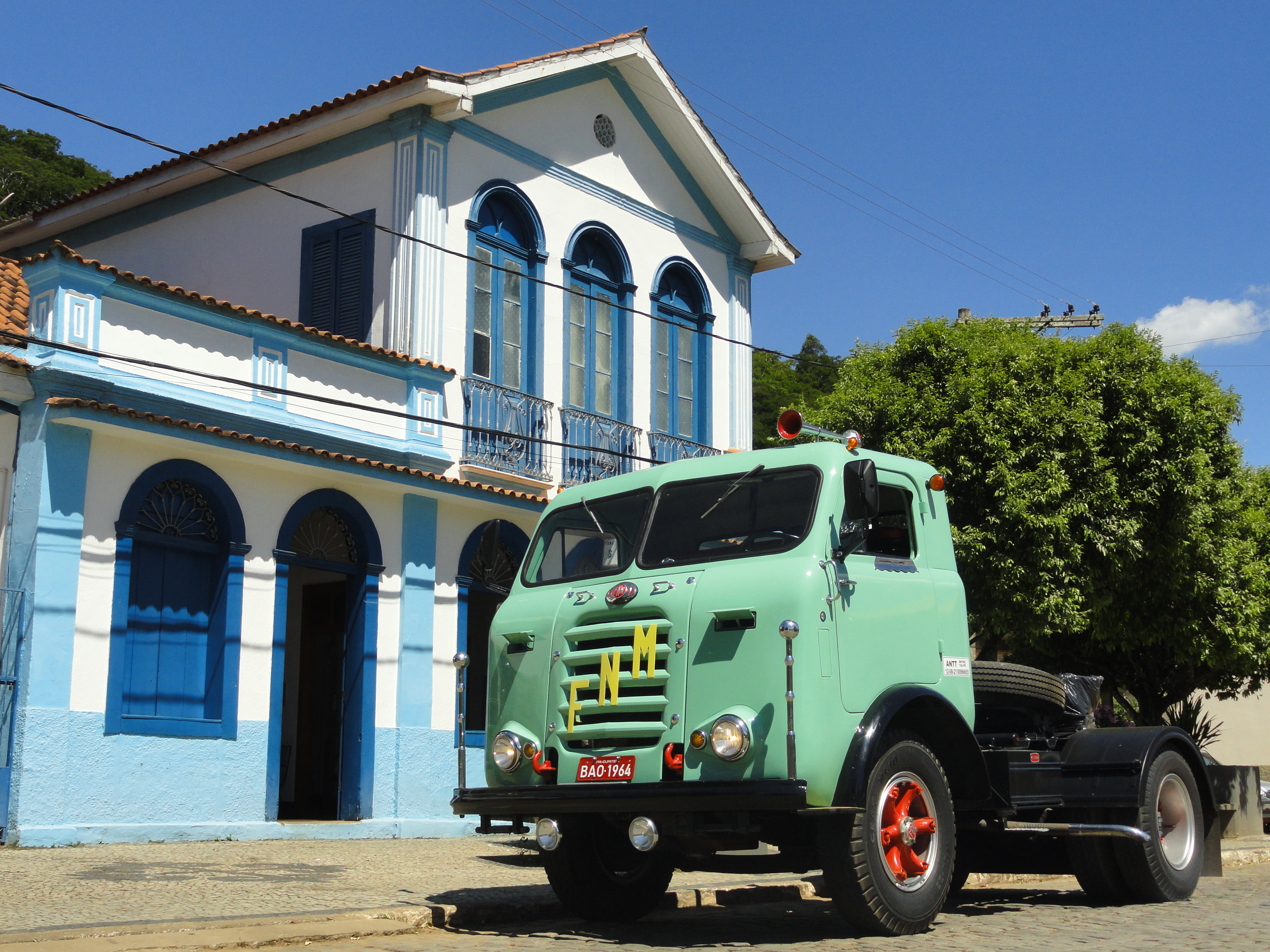
Camión FNM D-11.000, 1964

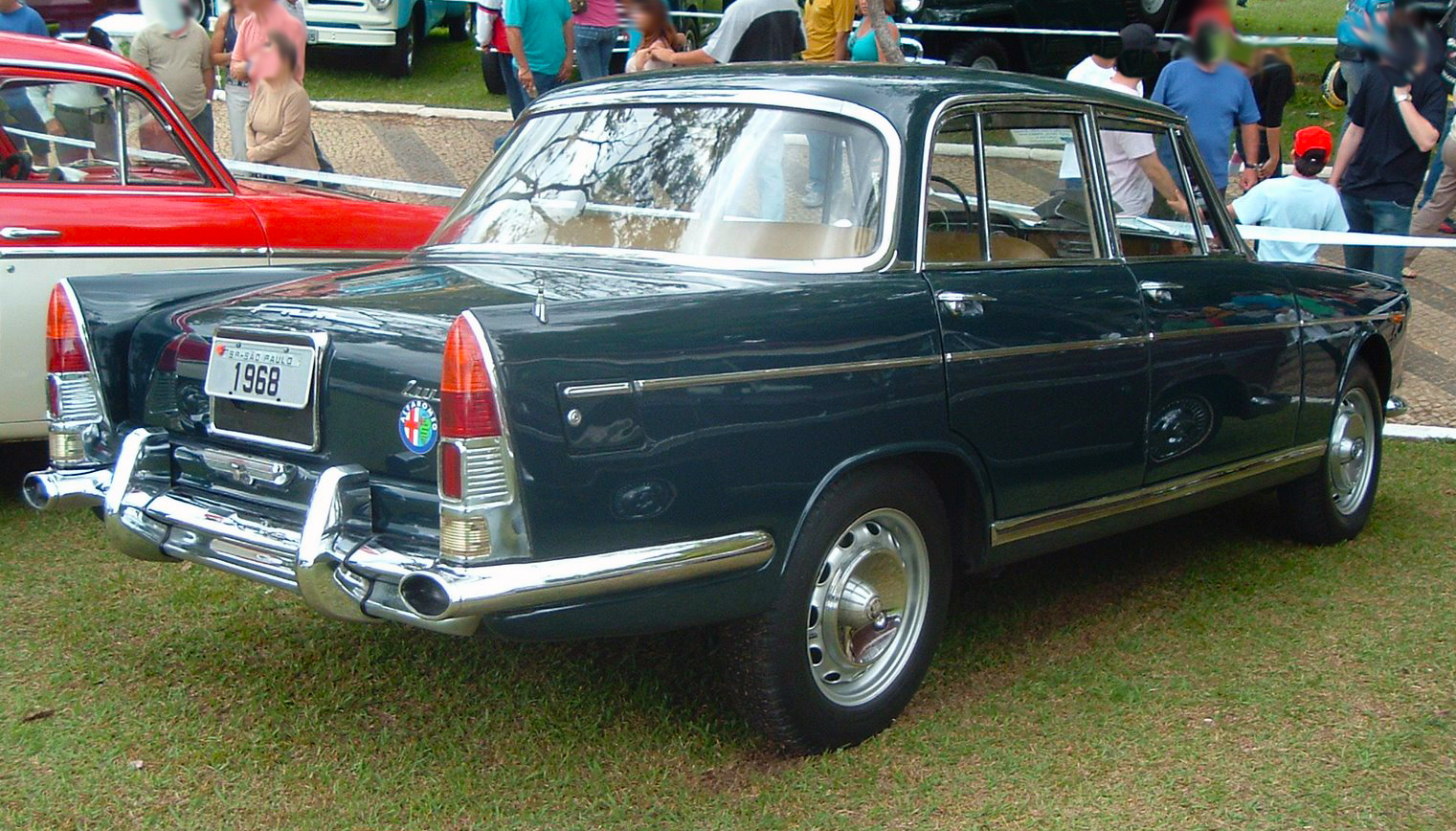
1968 FNM JK 2000

La desaparición de Isotta Fraschini como fabricante de vehículos llevó a FNM a buscar un nuevo socio tecnológico. En 1952 se firmó un acuerdo con Alfa Romeo, otro fabricante de vehículos milanés. Inusualmente en Europa, Alfa Romeo era (como FNM) una empresa estatal, luego de la bancarrota y un rescate del gobierno en la década de 1930. Según el acuerdo con Alfa Romeo, FNM fabricaría la gama de vehículos comerciales de Alfa Romeo bajo licencia. Aunque poco conocidos al norte de los Alpes, los vehículos comerciales Alfa Romeo estaban bien establecidos en Italia y otros mercados del sur de Europa. Entre 1956 y 1960 FNM construyó más de 15.000 camiones pesados de diseño Alfa Romeo: también fabricó chasis para autobuses y autocares. En el sector brasileño de camiones pesados que FNM dominó hasta principios de la década de 1970, FNM fue inicialmente el único fabricante. Los camiones producidos por FNM fueron generalmente apodados "Fenemê".

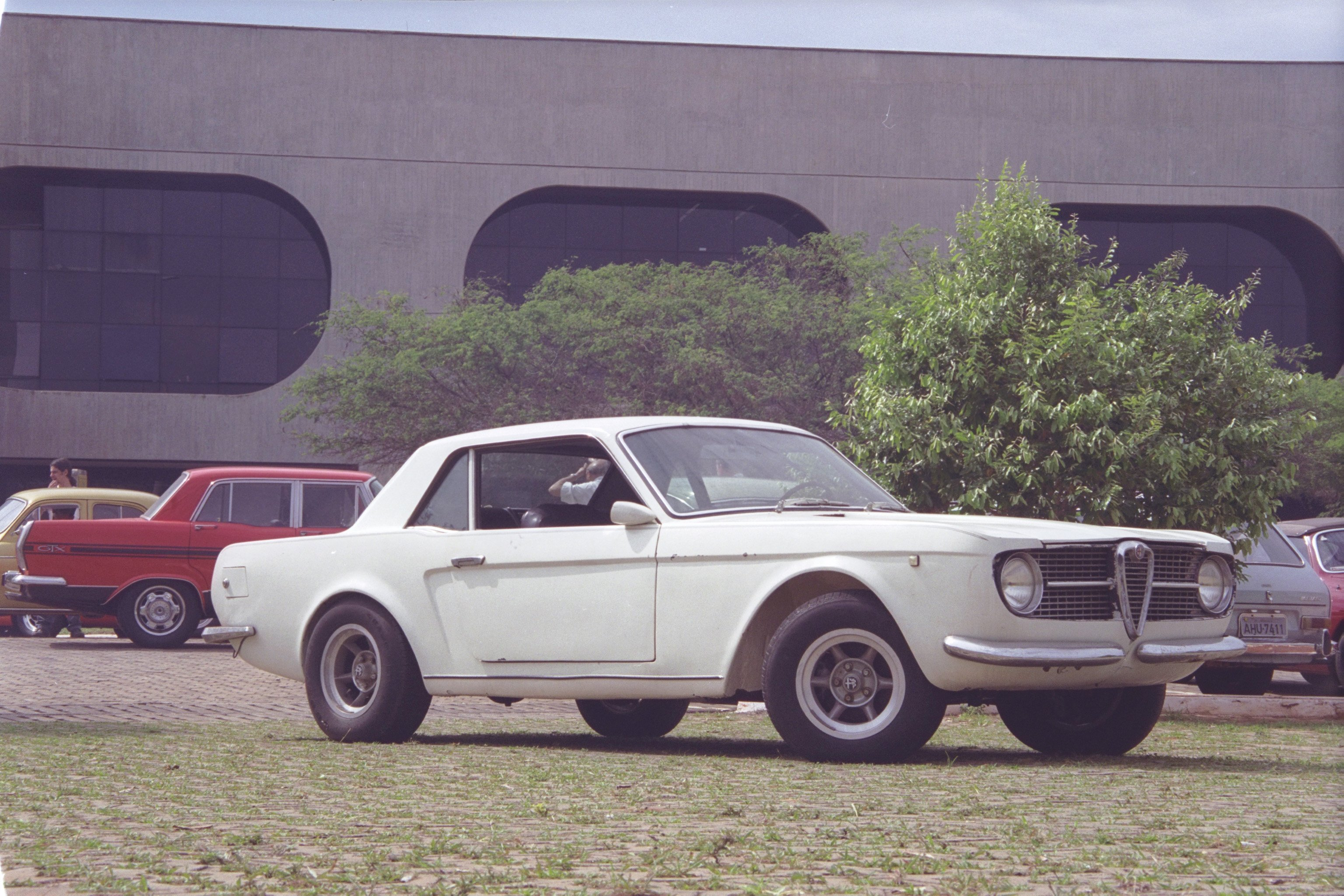
FNM Onça de fabricación brasileña, fabricado por Genaro "Rino" Malzoni en 1966, sobre una plataforma Alfa Romeo

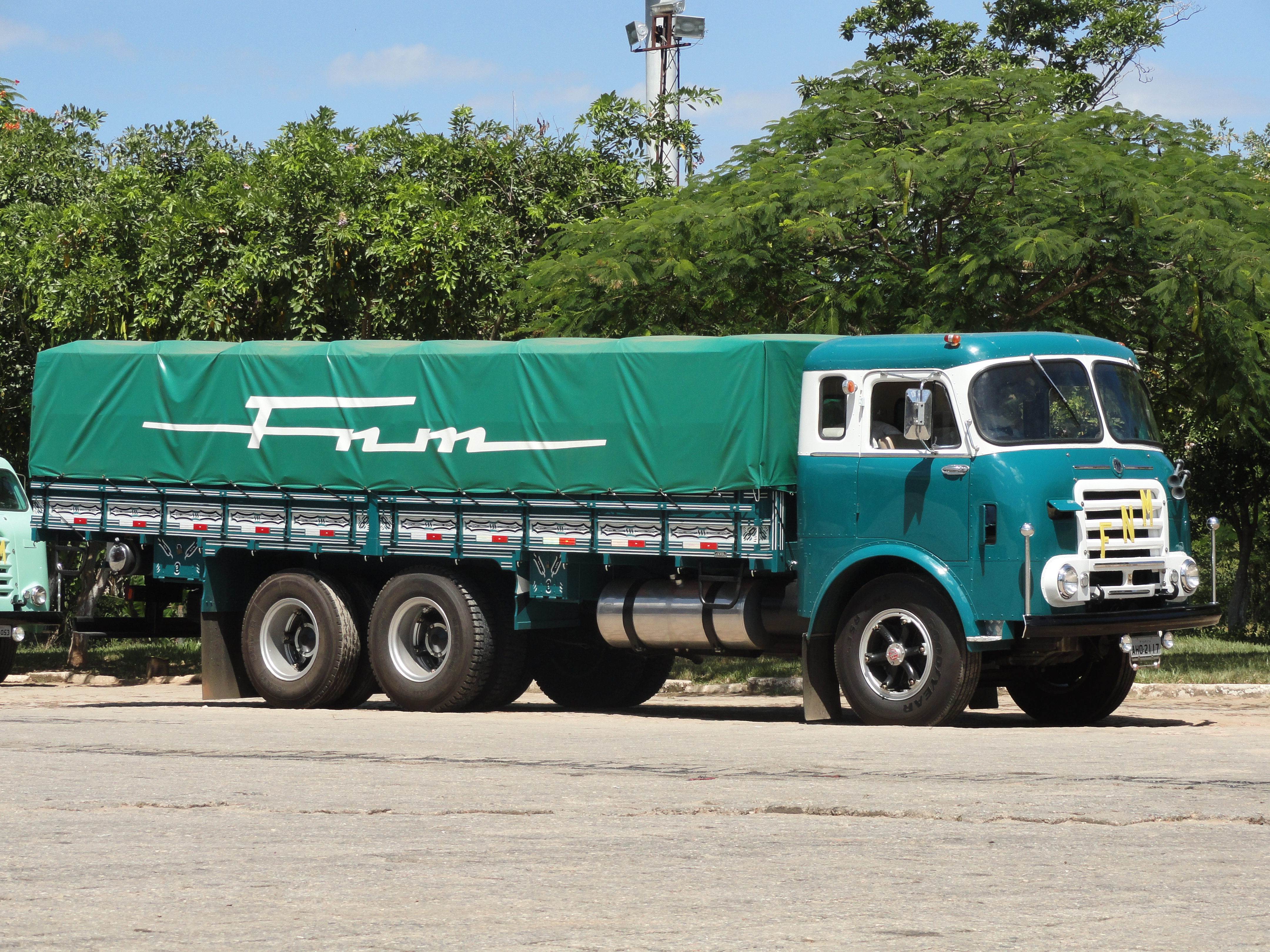
FNM D-11.000 con cabina Brasinca, 1961

A mediados de los años cincuenta se creó una empresa llamada Fabral S.A. (Fábrica Brasileira de Automóveis Alfa, "la fábrica brasileña de automóviles Alfa"), una colaboración entre Alfa Romeo y el inversor brasileño Matarazzo, para construir el Alfa Romeo 2000 (tipo 102/B , "B" para Brasil) El auto iba a ser construido en Jacareí, en el estado de São Paulo. El Grupo Matarazzo se retiró en 1958. Luego de presiones del entonces presidente Juscelino Kubitschek, la FNM, en la que Alfa Romeo ya tenía una participación minoritaria, se hizo cargo del proyecto. En 1960 se lanzó el primer automóvil de pasajeros de FNM, el FNM 2000, una versión brasileña de la serie 102 Alfa Romeo 2000 sedán de cuatro puertas (berlina). La fábrica terminó construyéndose en el barrio Xerém de Duque de Caxias, Río de Janeiro. El motor era la misma unidad de árbol de levas doble de 1.975 cc que se encuentra en el producto italiano, pero desafinado para producir solo 95 CV (70 kW) y el automóvil recibió el logotipo de FNM. Esta serie de autos se denominó "J.K." en honor al presidente Kubitschek, que había ayudado a que se concretara el trato. Este fue, con mucho, el automóvil más lujoso y más caro construido en Brasil en el período.
Se ofreció una versión cupé a partir de 1966. Conocido como FNM Onça ("Jaguar"), el cupé no siguió la línea de ningún diseño de Alfa Romeo, pero presentaba una carrocería de diseño local que recordaba inequívocamente al Ford Mustang original. Mientras tanto, al FNM 2000 normal le siguieron versiones más potentes, que culminaron con el TIMB ("Turismo Internazional Modelo Brasileiro") de 130 CV (96 kW), que ahora cuenta con más potencia de la que se afirmaba para sus primos Alfa Romeo de la época. El TIMB también presentaba un capó plano con una rejilla montada en la parte inferior, como sugirió Lincoln Tendler con el objetivo de una mejor penetración aerodinámica, y un parachoques delantero dividido para acomodar la pieza central inferior. Este mismo diseño frontal también se usó para el siguiente FNM 2150, con algunas diferencias en los detalles.

## Bajo el control de Alfa Romeo

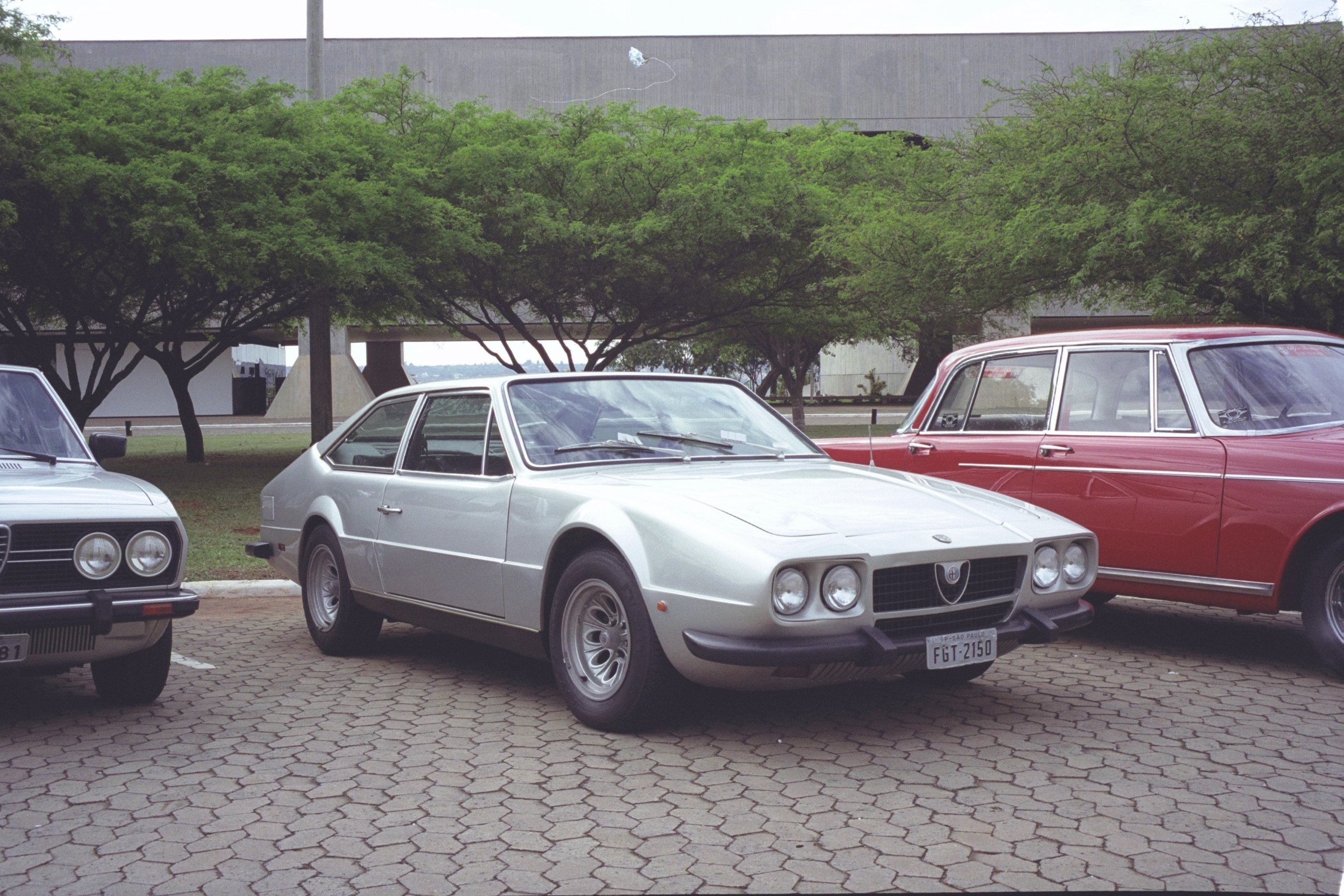
FNM Furia GT de fabricación brasileña, fabricado por Toni Bianco en 1971, sobre una plataforma Alfa Romeo

En 1968, Alfa Romeo adquirió una participación mayoritaria en el hasta entonces negocio estatal FNM. El año siguiente, el FNM 2000 fue reemplazado por una versión rediseñada, el FNM 2150, las diferencias visuales más obvias afectan la parte delantera del automóvil. Para esta aplicación, el motor de cuatro cilindros y doble árbol de levas vio aumentar su capacidad a 2132 cc, y el rendimiento se mejoró aún más mediante la instalación de un mejor juego de carburadores. La caja de cambios de cinco velocidades era la misma que se utilizaba en todos los coches fabricados hasta ese momento. El FNM 2150 continuaría en producción desde 1969 hasta 1974.
En 1971, se presentó al público otro cupé llamado Furia GT 2150. Basado en el chasis y la mecánica del modelo FNM/JK 2150 cc, el automóvil fue diseñado por el diseñador brasileño Toni Bianco. Solo se produjeron unos pocos ejemplos construidos a mano, pero el elegante cupé puede haber ayudado a la imagen pública del diseño ya envejecido del FNM 2150 convencional. Más tarde, Bianco hizo algunas creaciones deportivas con su propio nombre.
Alfa Romeo se había deshecho de sus operaciones de vehículos comerciales en Italia en la década de 1960, y en 1973 el negocio de vehículos comerciales de FNM se vendió a la división de vehículos industriales de Fiat, mientras que Alfa Romeo mantuvo la responsabilidad del negocio de automóviles de FNM; posteriormente, el negocio de vehículos comerciales de FNM terminó siendo absorbida por el negocio brasileño Iveco de Fiat.

## Closing chapter

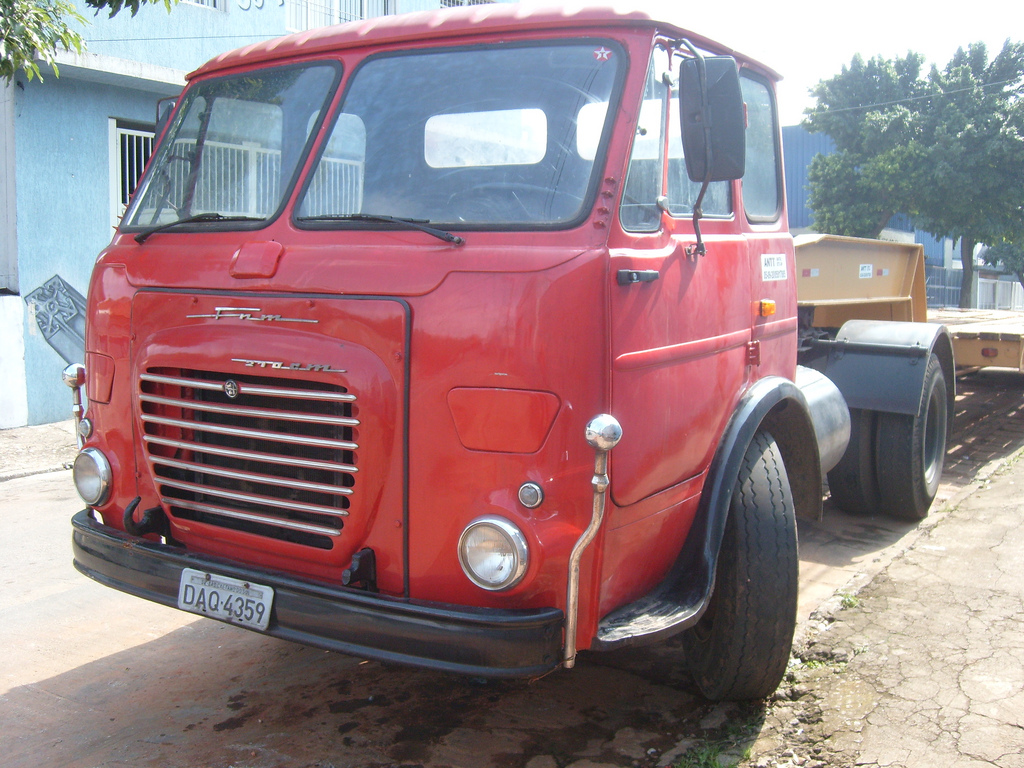
El FNM 210 muestra claramente sus orígenes Alfa Romeo en el diseño.

1974 saw the FNM 2150 replaced with the Alfa Romeo 2300. This was the end for the FNM badged cars: the FNM badge itself, obviously inspired by the Alfa Romeo badge, was also replaced on this car with an actual Alfa Romeo badge. The general look of the new car was very similar to that of the Italian built Alfetta sedan, designed by Giuseppe Scarnati and first offered in Europe in 1972, although the Brazilian car was actually 41 centímetros (16,1 plg) longer and 7 centímetros (2,8 plg) wider than the Alfetta. Under the skin, the 2300 was based technically on the older Alfa Romeo 1900. The gear box of the 2300 was conventionally located adjacent to the engine and not (as with the Alfetta) across the rear axle. Like its Brazilian predecessor the 2300 featured a four-cylinder twin-camshaft engine, now of 2310 cc with a claimed output of 140 HP (141,9 CV). A maximum speed of 170 km/h (106 mph) was claimed. For the 1985 model year the 2300 was renamed as "Alfa Romeo 85". This model was manufactured until November 1986.

## Resultados de traducción
Se identificaron oportunidades de marketing en Europa, donde el intento de diseño local de Alfa Romeo de subir de categoría había tenido poco impacto en la competencia de Bavaria: el Alfa Romeo brasileño se ofreció brevemente en 1981 bajo la designación Alfa Rio y fue distribuido por Alfa Romeo Alemania. Además, alrededor de 600 de los automóviles se enviaron a los Países Bajos.

## El final y el resurgimiento
Alfa Romeo enfrentó dificultades en Europa a fines de la década de 1970 y principios de la de 1980, y se vio bajo una creciente presión comercial de los tres mayores productores alemanes de automóviles de lujo, incluso en Italia. Rara vez se publican datos financieros objetivos sobre empresas nacionalizadas, pero se cree que Alfa Romeo operó con pérdidas sustanciales durante gran parte de su tiempo bajo control estatal: en 1986, Romano Prodi, que en ese momento era presidente del IRI (el organismo gubernamental responsable de industrias nacionalizadas en Italia), deseando reducir las pérdidas del IRI, transfirió Alfa Romeo al sector privado, lo que en el negocio del automóvil del mercado masivo de Italia significaba en ese momento Fiat. 
Desde 1976 Fiat había estado desarrollando su propia operación brasileña, con sede en Betim. El negocio de automóviles con sede en Brasil que anteriormente había formado parte de FNM se integró en consecuencia en la propia operación brasileña de Fiat, y en 1988 los vehículos comerciales con la insignia FNM, ya producidos por una empresa propiedad de Fiat desde que Alfa Romeo vendió la empresa en 1973, fueron rebautizados como productos Iveco. durante cuatro años, la marca brasileña ha sido refundada por Zeca Martins y Alberto Martins. los nuevos camiones serán 100% eléctricos orientados al transporte urbano, principalmente bebidas, Utiliza tecnologías de última generación, con una tableta conectada a las TI operativas y a los sistemas logísticos de las empresas, incluyendo monitoreo, innovadoras soluciones video-telemáticas de cámaras de colisión de inteligencia artificial, cambio de carril, alerta de salida de vehículo por delante, alerta de conductor distraído y fumador, acelerómetro, avance de semáforo en rojo, advertencia de distancia mínima de vehículos en el tráfico, advertencia de riesgo de colisión, parachoques virtuales, pantalla de alta resolución en la parte trasera, que puede transmitir la imagen de la cámara desde el frente o anuncios, reconocimiento de señales de tráfico, advertencia de peligro de colisión con motocicletas y bicicletas y cuatro cámaras: dos laterales, delantera y trasera. Todo siendo transmitido en tiempo real al centro de gestión de flotas y a la 'nube de la FNM'… Y con todo listo para convertirse en un 'camión autónomo' en el futuro”, explica Marco Aurélio Rozo, director de Tecnologías de la Información de la FNM y presume de “ cabina vintage" de los años 60 con 350 caballos de fuerza.

## Volúmenes de producción de ventas
Volúmenes de producción del FNM 2000/2150, en la medida en que estos puedan determinarse:
- 1966:   474
- 1967:   714
- 1968:
- 1969:   555
- 1970: 1,209
- 1971:   ~800
- 1972:   525
- 1978:   4,017
- 1979:   2,350

|}

### Modelos fabricados

#### Camiones
- FNM D-7300
- FNM D-9500
- FNM D-11000
- FNM 180
- FNM 210

|}

#### Vehículo de pasajeros
- 1960   FNM 2000 J.K.
- 1966   FNM 2000 Onça
- 1966   FNM 2000 TiMB
- 1969-1972   FNM 2150
- 1974   Alfa Romeo 2300
- 1977   Alfa Romeo 2300 B
- 1978   Alfa Romeo 2300 ti
- 1980   Alfa Romeo 2300 sl
- 1980-1986 Alfa Romeo 2300 ti4

|}

## Datos técnicos del automóvil
| Datos técnicos sobre FNM 2000/Onça/2150/2300 | | | | |                                                                                   |                                                                                   |                                                                                   |
| FNM:                                         | 2000 | 2000 TIMB | Onça | 2150 | 2300 (1975)                                                                       | 2300 ti (1975)                                                                    | 2300 ti4 (1985)                                                                   |
| Motor:                                       | Cuatro cilindros en línea | Cuatro cilindros en línea | Cuatro cilindros en línea | Cuatro cilindros en línea | Cuatro cilindros en línea                                                         | Cuatro cilindros en línea                                                         | Cuatro cilindros en línea                                                         |
| Desplazamiento:                              | 1975 cm³ (120,5 plg³) | 1975 cm³ (120,5 plg³) | 1975 cm³ (120,5 plg³) | 2131 cm³ (130 plg³) | 2310 cm³ (141 plg³)                                                               | 2310 cm³ (141 plg³)                                                               | 2310 cm³ (141 plg³)                                                               |
| Diámetro x carrera:                          | 84,5 x 88 mm | 84,5 x 88 mm | 84,5 x 88 mm | 84,5 x 95 mm | 88 x 95 mm                                                                        | 88 x 95 mm                                                                        | 88 x 95 mm                                                                        |
| Potencia /rpm:                               | 70 kW (95 CV) at 5400 | 77 kW (105 CV) at 5700 | 85 kW (115 CV) at 5900 | 81 kW (110 CV) a 5700 | 103 kW (140 CV SAE) a 5700                                                        | 110 kW (149 SAE-CV) a 5700                                                        | 95 kW (130 CV) a 5500                                                             |
| Par motor máximo /rpm:                       | 153 Nm a 3600 | 153 Nm a 3600 | 153 Nm a 3600 | 167 Nm a 3900 | 214 Nm a 3500                                                                     | 235 Nm a 3500                                                                     | 235 Nm a 3500                                                                     |
| Sistema de combustible:                      | 1 corriente descendente doble carburador Solex 35 APAIG                                                                              | 2 carburadores Solex 44 PHH | 2 carburadores Solex 44 PHH | 1 corriente descendente doble carburador Solex 35 APAIG                                                                              | 1 carburador doble                                                                | 2 carburadores dobles                                                             | 1 carburador doble                                                                |
| Engranaje de válvula:                        | DOHC, cadena | DOHC, cadena | DOHC, cadena | DOHC, cadena | DOHC, cadena                                                                      | DOHC, cadena                                                                      | DOHC, cadena                                                                      |
| Refrigeración:                               | Refrigeración por agua | Refrigeración por agua | Refrigeración por agua | Refrigeración por agua | Refrigeración por agua                                                            | Refrigeración por agua                                                            | Refrigeración por agua                                                            |
| Transmisión:                                 | 5-velocidades | Caja de 5 velocidades | Caja de 5 velocidades | Caja de 5 velocidades | Caja de 5 velocidades                                                             | Caja de 5 velocidades                                                             | Caja de 5 velocidades                                                             |
| Suspensión rueda delantera:                  | Brazos oscilantes de longitud desigual, resortes helicoidales                                                                        | Brazos oscilantes de longitud desigual, resortes helicoidales                                                                        | Brazos oscilantes de longitud desigual, resortes helicoidales                                                                        | Brazos oscilantes de longitud desigual, resortes helicoidales                                                                        | Brazos oscilantes de longitud desigual, resortes helicoidales                     | Brazos oscilantes de longitud desigual, resortes helicoidales                     | Brazos oscilantes de longitud desigual, resortes helicoidales                     |
| Suspensión rueda trasera:                    | brazo semirremolque, muelles helicoidales                                                                                            | brazo semirremolque, muelles helicoidales                                                                                            | brazo semirremolque, muelles helicoidales                                                                                            | brazo semirremolque, muelles helicoidales                                                                                            | brazo semirremolque, muelles helicoidales                                         | brazo semirremolque, muelles helicoidales                                         | brazo semirremolque, muelles helicoidales                                         |
| Frenos:                                      | Frenos de tambor en las cuatro ruedas                                                                                                | Frenos de tambor en las cuatro ruedas                                                                                                | Frenos de tambor en las cuatro ruedas                                                                                                | Frenos de tambor en las cuatro ruedas                                                                                                | Frenos de disco delante, tambores detrás                                          | Frenos de disco delante, tambores detrás                                          | Frenos de disco por todos lados                                                   |
| Dirección:                                   | Gusano y rodillo | Gusano y rodillo | Gusano y rodillo | Gusano y rodillo | Gusano y rodillo                                                                  | Gusano y rodillo                                                                  | Gusano y rodillo                                                                  |
| Carrocería:                                  | acero, autoportante | acero, autoportante | acero, autoportante | acero, autoportante | acero, autoportante                                                               | acero, autoportante                                                               | acero, autoportante                                                               |
| Pista delantera/trasera:                     | 1400 mm (55,1 plg)/1370 mm (53,9 plg)                                                                                                | 1400 mm (55,1 plg)/1370 mm (53,9 plg)                                                                                                | 1400 mm (55,1 plg)/1370 mm (53,9 plg)                                                                                                | 1400 mm (55,1 plg)/1370 mm (53,9 plg)                                                                                                | 1397 mm (55,0 plg)/1400 mm (55,1 plg)                                             | 1397 mm (55,0 plg)/1400 mm (55,1 plg)                                             | 1397 mm (55,0 plg)/1400 mm (55,1 plg)                                             |
| Distancia entre ejes:                        | 2720 mm (107,1 plg) Onça: 2500 mm (98,4 plg)                                                                                         | 2720 mm (107,1 plg) Onça: 2500 mm (98,4 plg)                                                                                         | 2720 mm (107,1 plg) Onça: 2500 mm (98,4 plg)                                                                                         | 2720 mm (107,1 plg) Onça: 2500 mm (98,4 plg)                                                                                         | 2730 mm (107,5 plg)                                                               | 2730 mm (107,5 plg)                                                               | 2730 mm (107,5 plg)                                                               |
| Dimensiones:                                 | 4715 mm (185,6 plg) x 1700 mm (66,9 plg) x 1450 mm (57,1 plg) mm Onça: 4425 mm (174,2 plg) x 1670 mm (65,7 plg) x 1290 mm (50,8 plg) | 4715 mm (185,6 plg) x 1700 mm (66,9 plg) x 1450 mm (57,1 plg) mm Onça: 4425 mm (174,2 plg) x 1670 mm (65,7 plg) x 1290 mm (50,8 plg) | 4715 mm (185,6 plg) x 1700 mm (66,9 plg) x 1450 mm (57,1 plg) mm Onça: 4425 mm (174,2 plg) x 1670 mm (65,7 plg) x 1290 mm (50,8 plg) | 4715 mm (185,6 plg) x 1700 mm (66,9 plg) x 1450 mm (57,1 plg) mm Onça: 4425 mm (174,2 plg) x 1670 mm (65,7 plg) x 1290 mm (50,8 plg) | 4690 mm (184,6 plg)/4719 mm (185,8 plg) x 1692 mm (66,6 plg) x 1362 mm (53,6 plg) | 4690 mm (184,6 plg)/4719 mm (185,8 plg) x 1692 mm (66,6 plg) x 1362 mm (53,6 plg) | 4690 mm (184,6 plg)/4719 mm (185,8 plg) x 1692 mm (66,6 plg) x 1362 mm (53,6 plg) |
| Peso descargado:                             | 1360 kg (2998,3 lb) Onça: 1100 kg (2425,1 lb)                                                                                        | 1360 kg (2998,3 lb) Onça: 1100 kg (2425,1 lb)                                                                                        | 1360 kg (2998,3 lb) Onça: 1100 kg (2425,1 lb)                                                                                        | 1360 kg (2998,3 lb) Onça: 1100 kg (2425,1 lb)                                                                                        | 1360 kg (2998,3 lb) Onça: 1100 kg (2425,1 lb)                                     | 1360 kg (2998,3 lb) Onça: 1100 kg (2425,1 lb)                                     | 1412 kg (3112,9 lb)                                                               |
| Velocidad máxima:                            | 155 km/h (96,3 mph) | 165 km/h (102,5 mph) | 175 km/h (108,7 mph) | 165 km/h (102,5 mph) | 170 km/h (105,6 mph)                                                              | 175 km/h (108,7 mph)                                                              | 170 km/h (105,6 mph)                                                              |
| 0–100 km/h:                                  | No indicado | No indicado | No indicado | No indicado | No indicado                                                                       | No indicado                                                                       | 12,0 s                                                                            |
| Consumo (Litro/100 Kilómetro):               | 10,5 L/10 km | 10,5 L/10 km | 10,5 L/10 km | 10,5 L/10 km | No indicado                                                                       | No indicado                                                                       | No indicado                                                                       |